# Lositz-Jehmichen
Lositz-Jehmichen sind Ortslagen im Ortsteil Saalfelder Höhe der Stadt Saalfeld/Saale im Landkreis Saalfeld-Rudolstadt in Thüringen.

## Geografie
Das Thüringer Schiefergebirge neigt sich bei den Gemarkungen beider Ansiedlungen gen Osten und bildet so die unsichtbare Nahtstelle zum Südostthüringer Schiefergebirge. Die Gemarkung der Ansiedlungen sind kupiert und mit Wälder durchsetzt. Bürger und Touristen haben über Kreisverbindungsstraßen Verbindung zur Bundesstraße 281 und auch zur 85. Über beide Strecken erreicht man Saalfeld und das erweiterte Umland.

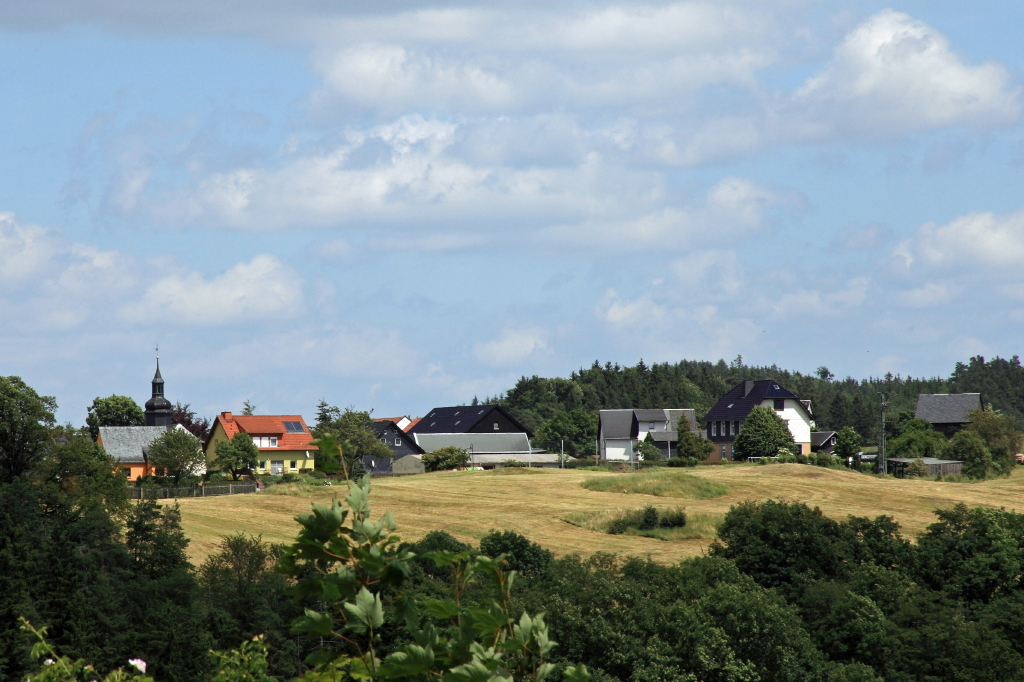
Fernsicht auf Lositz
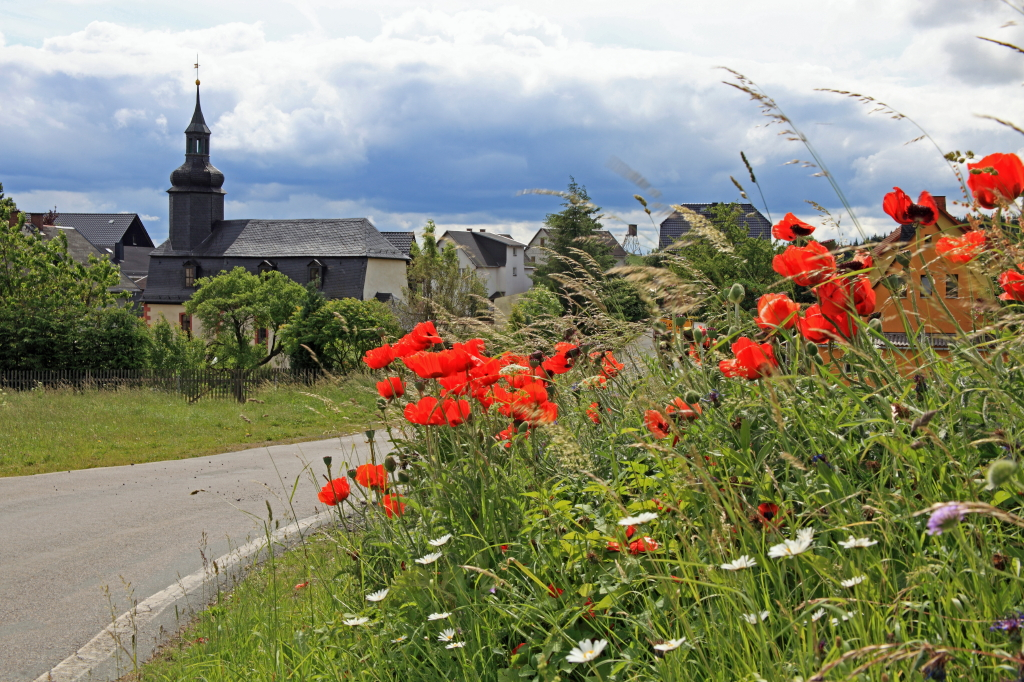
Lositz
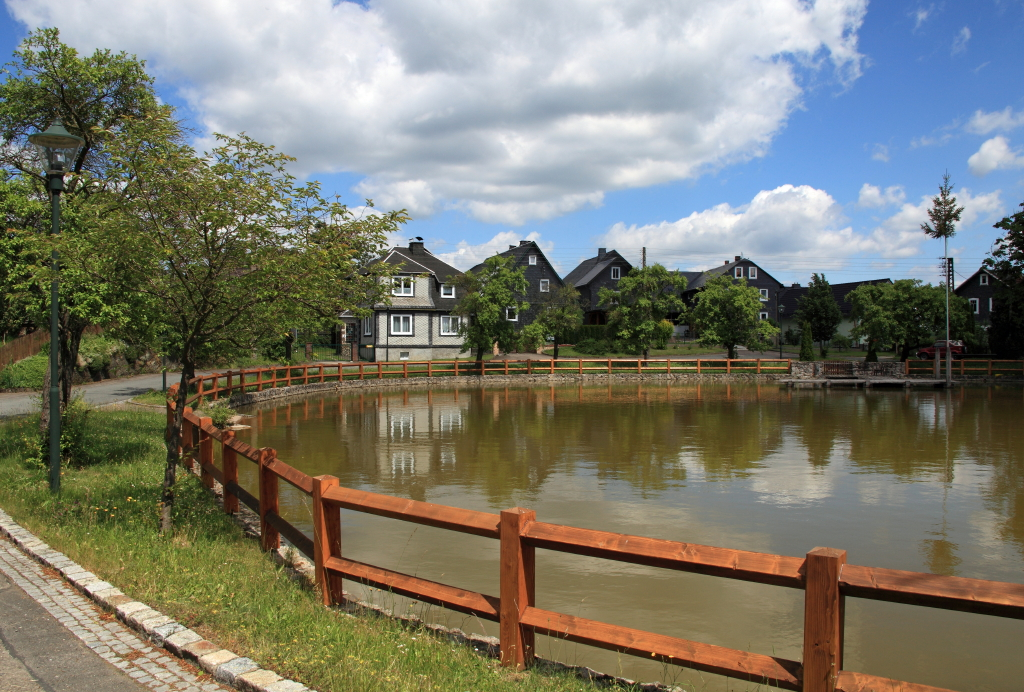
Jehmichen
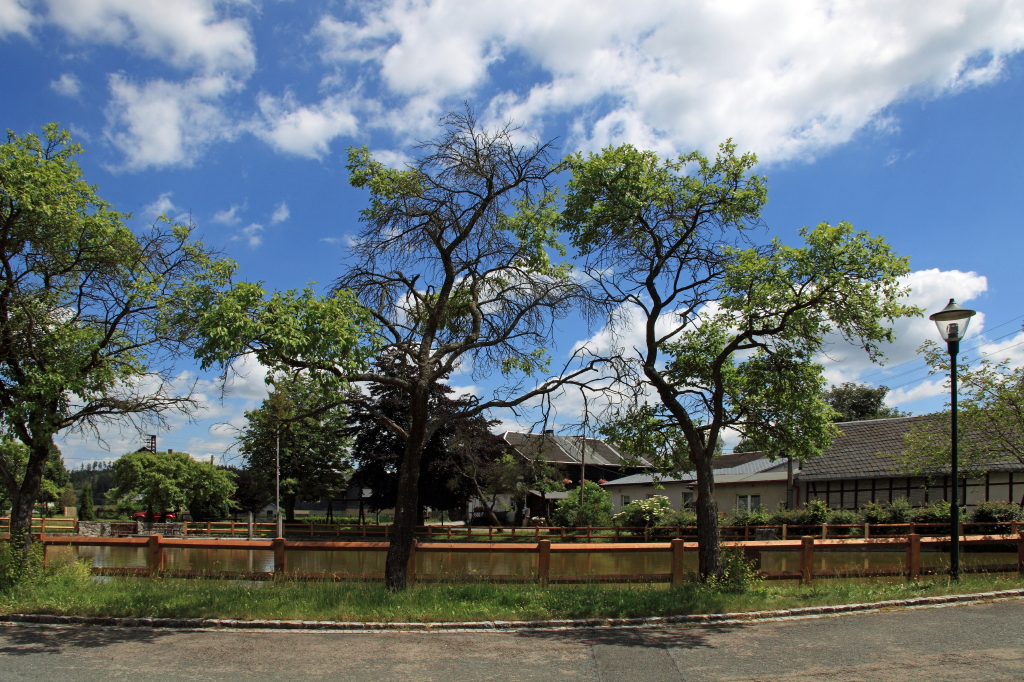
Jehmichen

## Geschichte
Lositz wurde 1410 und Jehmichen 1414 erstmals urkundlich erwähnt und in Unterlagen archiviert.
Die heutige Kirche entstand nach dem Abriss des Vorgängerbaus im Jahr 1796. 
Über die vergangenen politischen Verhältnisse in dieser Gegend gibt die angegebene Literatur Auskunft.
Neben begrenzt möglicher landwirtschaftlicher Nutzung der Flächen war die Gäste- und Touristenbetreuung wichtig für die Bevölkerung in diesem Raum.
Jetzt bieten die Leute Ferienwohnungen, Pferdesport und Betreuung der Gäste an.
Von 1991 bis 1996 gehörte der Ort der Verwaltungsgemeinschaft Saalfelder Höhe an. Mit Umwandlung dieser in die Einheitsgemeinde Saalfelder Höhe wurde Lositz-Jehmichen ein Ortsteil dieser. Diese wurde am 6. Juli 2018 nach Saalfeld/Saale eingemeindet.